# كريم غلاب
كريم غلاب (14 ديسمبر 1966، الدار البيضاء.) ، عين وزيرا للتجهيز والنقل في 7 نونبر 2002 ، ثم جدد تعيينه في المنصب نفسه في 15 أكتوبر 2007 إلى غاية 3 يناير 2012.

## نشأته
حصل كريم غلاب على شهادة الباكالوريا تخصص علوم رياضية/ تقنية سنة 1984 من ثانوية ليوطي، لينتقل بعد ذلك إلى فرنسا، وبالضبط إلى المدرسة الوطنية للقناطر والطرق بباريس، فوج 1990.
بدأ كريم غلاب، الذي يتكلم عدة لغات (الإنجليزية، والفرنسية، والإيطالية، والعربية) ، أولى خطوات مسيرته المهنية في مكتب استشاري بباريس قبل أن يلتحق سنة 1994، بوزارة التجهيز كمدير إقليمي بالحسيمة، أولا، ثم بـبنسليمان بعد ذلك.
ساهم تميزه وتمكنه من الاندماج السريع داخل الإدارة المركزية في أن يأخذ على عاتقه مديرية البرامج والدراسات سنة 1996، ثم مديرية الطرق والسير على الطرق سنة 1998.

### السكك الحديدية
وفي سنة 2001، وبعد تجربة قصيرة مع مجموعة ONA، عين كريم غلاب مديرا عاما للمكتب الوطني للسكك الحديدية حيث تمكن من حل عدد من مشاكل المكتب البنيوية، خصوصا منها مشكل الصندوق الداخلي للتقاعد.
تحرير قطاع الموانئ ، تحرير النقل الجوي وسياسة السماء المفتوحة مع الاتحاد الأوروبي ، تحرير النقل البحري ، تحرير النقل الطرقي للبضائع ، إصلاح قانون السير.

### نشاطه الحزبي
هو عضو في اللجنة المركزية لحزب الاستقلال ، ومنسق لجهة الشاوية-ورديغة ، ونائب برلماني بدائرة بن مسيك ومستشار في مجلس سباتة.